# Vršky – Díly
Vršky – Díly jsou přírodní památka na východním okraji města Vsetín v okrese Vsetín. Důvodem ochrany je terasovitě členěný svah s výskytem zvláště chráněných druhů flóry, vzácných druhů ptáků a hmyzu.

## Galerie

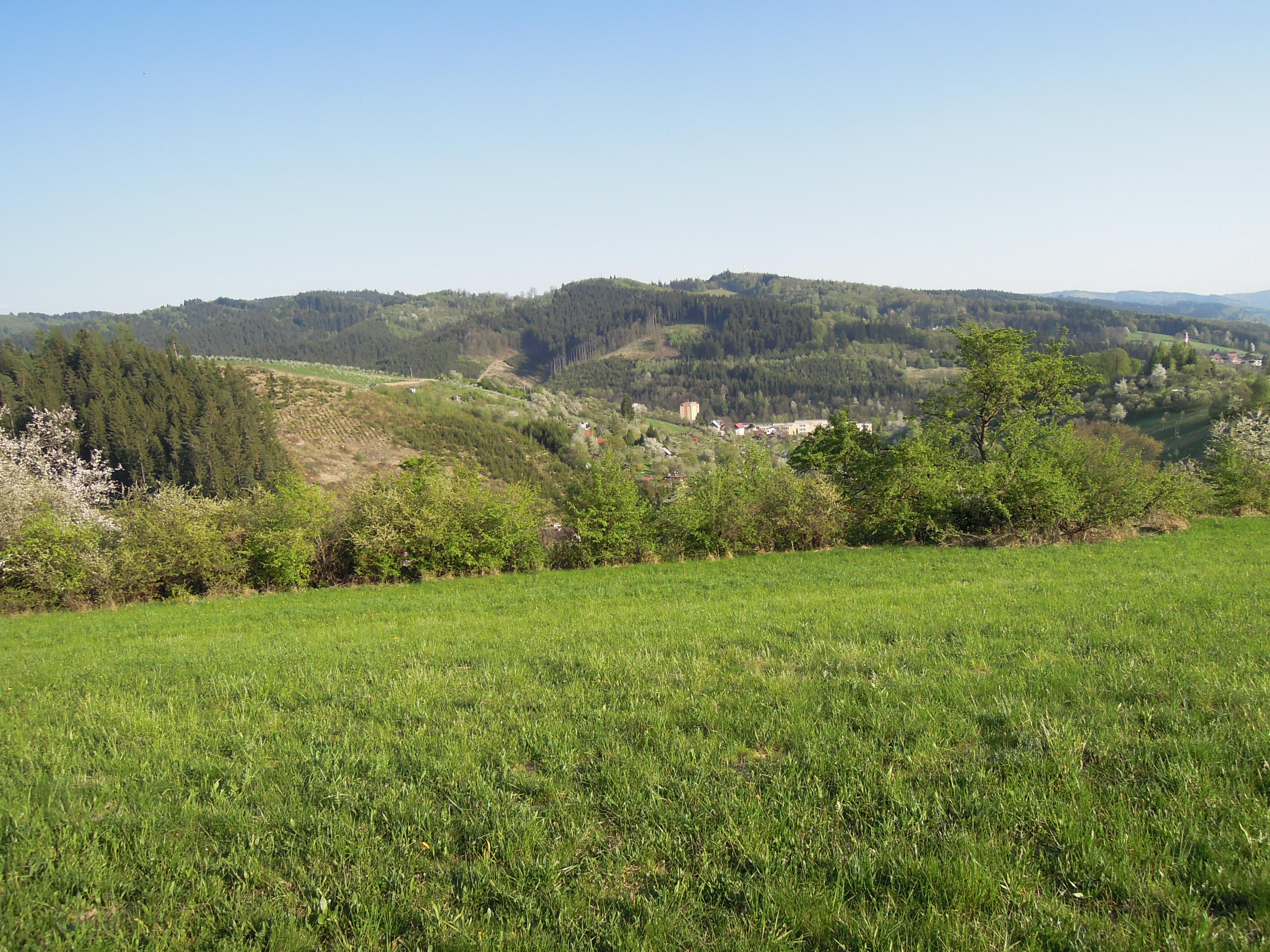
Louky, část Díly
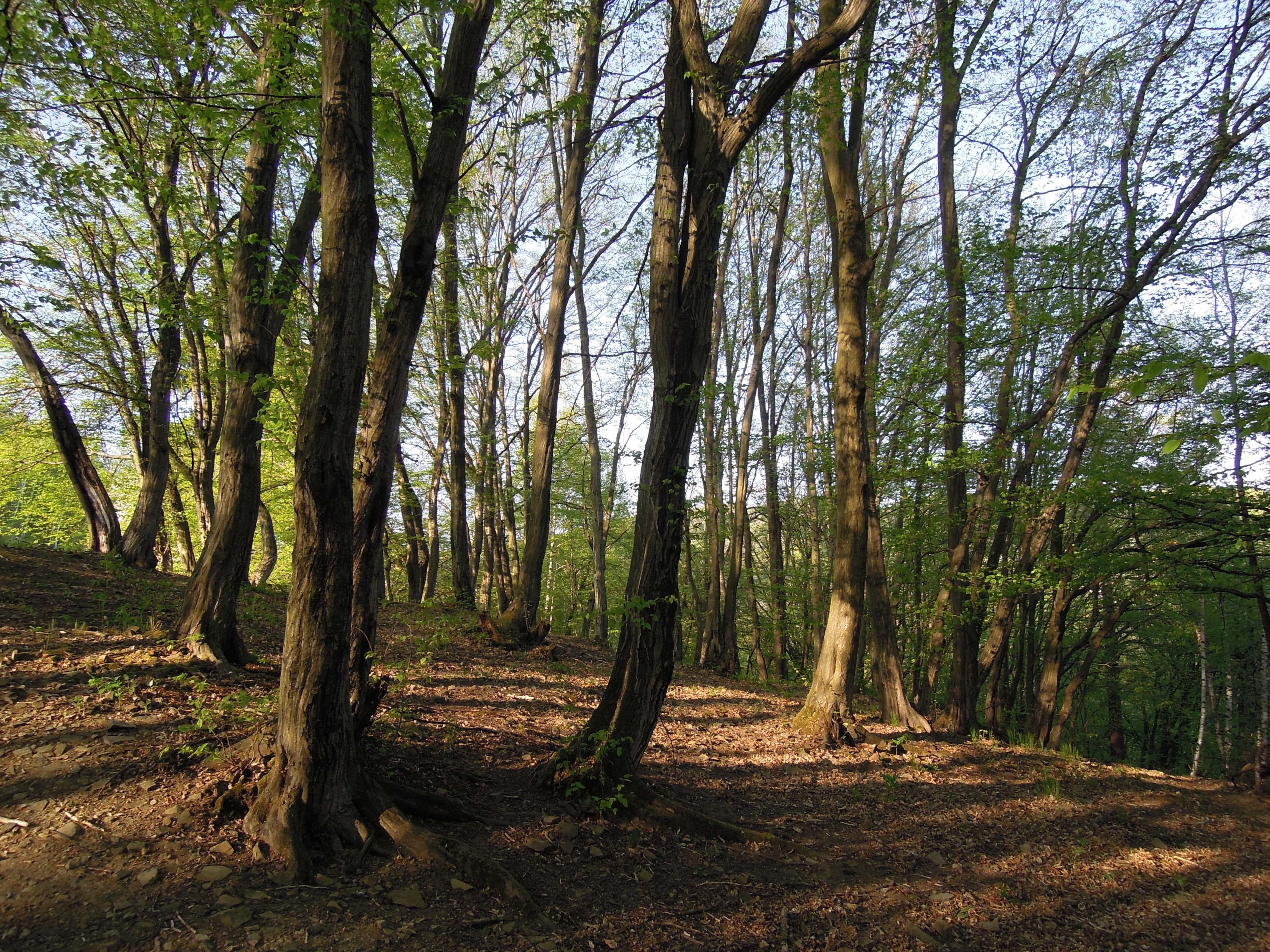
Lesní porost, část Vršky
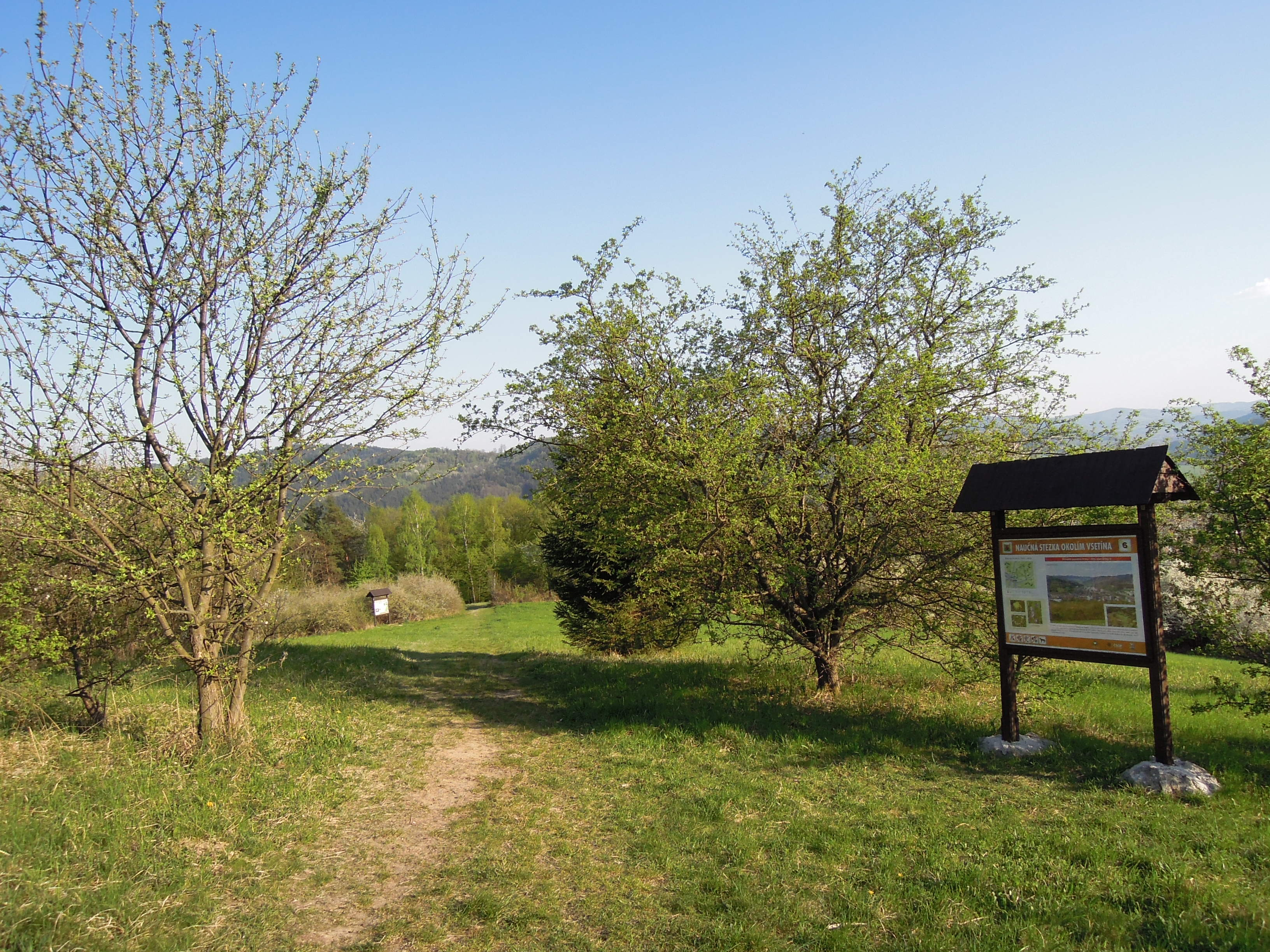
Přírodní památkou vede naučná stezka